# ماجد أمان
ماجد أمان، لاعب كرة قدم قطري يلعب حالياً في نادي الخريطيات .

## مسيرة اللاعب
كانت بداياته مع النادي العربي و أعاره العربي إلى نادي الخور في عام 2016 و عاد إلى العربي بعدها وانتقل بعدها إلى نادي الخريطيات و أعير إلى نادي قطر في صيف 2020 .

## روابط خارجية
- ماجد أمان على موقع Soccerway.com (الإنجليزية)